# Pied de poule (comédie musicale)
Pour l’article homonyme, voir Pied-de-poule.
Pied de poule est une comédie musicale québécoise de Marc Drouin, musique de Robert Léger, créée en 1982 au cabaret La Polonaise de Montréal puis reprise au théâtre du Nouveau Monde et au théâtre Saint-Denis. Elle est adaptée de sa pièce François Perdu, Hollywood P.Q. créée en 1978 au théâtre de Quat'Sous.
La pièce a connu quatre versions professionnelles en 1982, 1991, 2002, puis récemment en 2019/2022.

## Argument
L'histoire se déroule à Hollywood P.Q. Elle met en vedette un acteur, François Perdu, amant de la célèbre Olive Houde. Celui-ci doit affronter le diabolique Desmond Bigras, un producteur de cinéma réputé pouvant créer et détruire des stars selon sa volonté. Pour augmenter les recettes de son plus récent film, le producteur décide de faire tuer l'interprète du rôle principal qui n'est autre que François. Celui-ci doit éviter la mort à maintes reprises et chercher à délivrer Olive de l'emprise de Bigras.

## Version de 1982
Distribution
- Normand Brathwaite : François Perdu
- Marc Labrèche : Desmond Bigras
- Hélène Mailloux puis Nathalie Gascon : Olive Houde
- Nathalie Gascon : Dr Gaillard / Singapour Sling
- Geneviève Lapointe : Dolbie Stéréo, une groupie
- Frédérike Bédard : Rachel Larue, l'autre groupie
- André Lacoste : Roger, un policier
- Mario Légaré : Marcel, un policier

Équipe artistique
- Mise en scène : Marc Drouin

Numéros musicaux
- Si la vie vous intéresse
- Pied de poule
- Hold-up
- Ma chanson préférée
- Duo d'amour
- Sans ma sœur
- La rue Rachel
- Le dernier astrobus pour Vénus
- J'aime pas la vie; Shangaï Lili
- Cette nuit papa
- Pourquoi y est mort, Jésus ?

Un album discographique est paru la même année chez Kébec-Disc, KD-559.

## Version de 1991
Distribution
- Guillaume Lemay-Thivierge : François Perdu
- Guy Jodoin : Desmond Bigras
- Sylvie Daviau : Olive Houde / Dr Gaillard / Singapour Sling
- Sylvie Sarah : Dolbie Stéréo, Groupie 1
- Estelle Esse : Rachel Larue, Groupie 2
- Louis Gignac : Marcel

Équipe artistique
- Mise en scène : Marc Drouin

Cette version comporte une nouvelle chanson Y'est quelle heure, là ?, qui avait connu une certaine diffusion radio le temps de la promotion du spectacle.

## Version de 2002
Distribution
- Carl Poliquin : François Perdu
- Normand Lévesque : Desmond Bigras
- Geneviève Alarie : Olive Houde / Dr Gaillard
- Pascale Montreuil : Dolbie Stéréo
- Annie Girard : Rachel Larue / Singapour Sling
- Ugo Bombardier : Roger
- Adrien Lacroix : Marcel

Équipe artistique
- Mise en scène : Serge Denoncourt
- Costumes : François Barbeau
- Chorégraphies : Vincent Paterson
- Reconstruction musicale : Marc Lessard, Guy Dubuc et Francis Collard

Cette version comporte deux nouvelles chansons : Les Nuits de Singapour et Une folie, on fait ça une fois dans sa vie.

## Version de 2019/2022
Une nouvelle version de Pied de Poule sera présentée comme évaluation des finissants 2019-2020 de l'École de théâtre professionnel du Collège Lionel-Groulx. Plusieurs rôles sont féminisés pour l'occasion. Le tour de force de cette édition est le duo d'interprète de la version féminine de Desmond Bigras, qui interpréteront leur rôle en chœur tout le long du spectacle. Le personnage de Dolbie Stéréo disparaît momentanément et ses chansons sont redistribués aux deux policières. Le spectacle est présenté au Studio Charles-Valois du Collège Lionel-Groulx dans une scénographie bi-frontale; un élégant tapis rouge rappelle à la fois les premières de films hollywoodiens ainsi qu'un défilé de mode haute couture.
Distribution
- Jérémie Turgeon : François Perdu
- Cassandra Beck et Sophie Boucher-Moutou : Desmone Bigras
- Kathryn Pérusse : Olive Houde / Dr Gaillard / Singapour Sling / Moka Crispie
- Roxanne Fréchette : Groupie 1
- Lunou Zucchini : Groupie 2
- Fauve Lachance : Police Ginette
- Frédérique St-Amant : Police Marcelle

Équipe artistique
- Mise en scène : Olivier Berthiaume
- Direction musicale : Mario Vigneault
- Chorégraphies : Marie-Josée Tremblay et Josée Beauséjour
- Scénographie et costumes : Sam St-Pierre

Cette version est ensuite adaptée pour le public de l'Isle-Aux-Coudres par les Productions Euphorie à l'été 2022. 
Changement à la distribution
- Olivier Berthiaume et Jérémie Roy (en remplacement) : Desmond Bigras
- Sophie Boucher-Moutou : Dolbie Stéréo
- Caroline Dufour : Groupie 2
- Florence Dufour : Police Marcelle / Moka Crispie